# Echinocereus pacificus
Echinocereus pacificus är en kaktusväxtart som först beskrevs av Georg George Engelmann och Charles Russell Orcutt, och fick sitt nu gällande namn av Nathaniel Lord Britton och Joseph Nelson Rose. Echinocereus pacificus ingår i släktet Echinocereus och familjen kaktusväxter. Inga underarter finns listade i Catalogue of Life.